# 石川純一
石川 純一（いしかわ じゅんいち）はメディアプランナー。立命館大学産業社会学部卒業。早稲田大学ビジネススクール修了。

## 経歴
株式会社リクルートに入社し企業の人材採用広報業務に携わる。1997年より早稲田大学ビジネススクールに留学する。同校修了後、株式会社リクルートへ復職。「TOWN WORK」「就職ジャーナル」「リクルートブック」編集長を経て、エグゼクティブメディアプランナーとして人材採用系の商品開発を行う。
2006年3月リクルート退職後、ディップ株式会社執行役員、株式会社ブックデザイン取締役、株式会社イーエンジン代表取締役社長として、検索エンジンサイト・Webコンテンツ等のネットビジネスの立ち上げ・オペレーションを担当。
2008年11月Doable株式会社を設立し、代表取締役に就任。専門分野は新規事業開発、商品開発、コンテンツ開発、事業・組織マネジメント、エンゲージメントエンジニアリング等。
GCDF-Japan キャリアカウンセラーとして、大学教職員向け講演・大学生を持つ保護者向け講演・就職対象学年（3年生/修士1年生）向け講演・新入学生向け講演等、全国の大学で就職についての講演活動多数。また、就職問題のスペシャリストとしてメディア（週刊ダイヤモンド・週刊東洋経済・日経ビジネス・日経新聞・朝日新聞・読売新聞等）への登場も多い。
2011年より株式会社リアセックのリアセック総合研究所主任研究員。